# Ridderorden in Surakarta

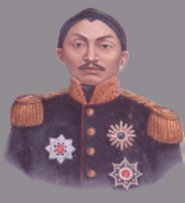
Pakoeboewono VI met de drie sterren van de Soerakartrese orden; De Hoogste Ster, de Ster van Daendels op de rechterborst en de Ster van de Compagnie

De Susuhunans of Keizers van Surakarta, ook wel de Susuhunans van Solo genoemd hebben in de 19e en 20e eeuw eigen ridderorden ingesteld. Zij volgden daarin het voorbeeld van de Europeanen die zich met sterren en kruisen uitdosten. Dergelijke eerbewijzen stammen niet uit de Javaanse traditie.
De vorsten zijn ook na het stichten van de Republiek Indonesië hun sterren blijven dragen. Sampeyan Dalam ingkang Sinuhun ingkang Minula saha ingkang Wijaksana Kanjeng Susuhanan Prabhu Sri Paku Buwana XII Senapati ing Alaga 'Abdu'l-Rahman Saiyid ud-din Panatagama [Hamardika], Susuhunan van Surakarta die tot 2004 regeerde droeg de Bintang Kanjeng Kyai Suryawasesa van zijn Keizerlijk Huis boven zijn Indonesische Bintang Satya Lencara Pahlawan Gerilya .

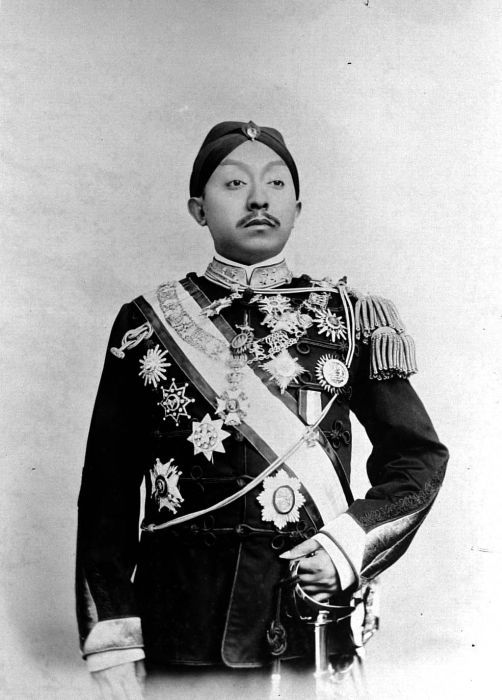
De tiende Soesoehoenan op een foto van voor zijn 40e jubileum in uniform van de KNIL. De vorst draagt onder andere de keten van de Belgische Leopoldsorde, commandeurskruis en borstkruis van de Orde van de Nederlandse Leeuw, kruis en plaque van een Grootofficier in de Orde van Oranje-Nassau met de Zwaarden, het Onderscheidingsteken voor Langdurige Dienst als officier in het Nederlandse leger en de sterren van de Orde van Cambodja en de Orde van de Witte Olifant. De drie sterren die de vorst diagonaal onder het grootlint op de rechterborst draagt zijn de drie hoogste ridderorden van Soerakarta. De Bintang Kanjeng Kyai Suryawasesa, de Bintang Kasenapaten en de Ster van Daendels

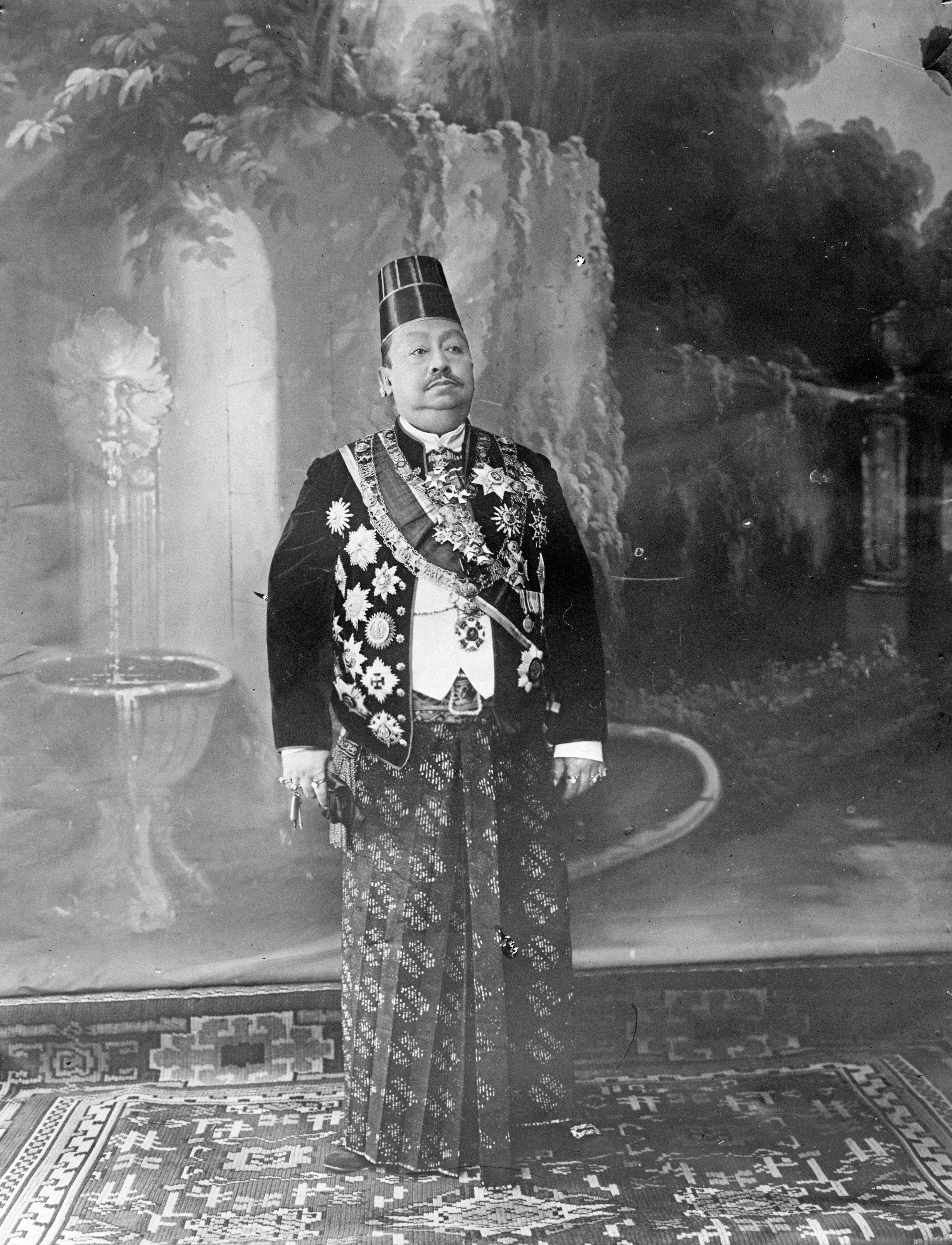
De vorst deed zijn best om zo veel mogelijk van zijn grootkruizen te dragen

## De ridderorden van de Soesoehoenan
- De De Hoogste Ster of "Bintang Kanjeng Kyai Suryawasesa". Ingesteld door Soesoehoenan Pakubuwono X van Surakarta als de hoogste en meest exclusieve onderscheiding van zijn keizerrijk. De ster werd alleen aan de allerhoogste adel, bekleed met de titel "Pangeran Adipati Anum" toegekend. Het versiersel is een ster met zestien met diamanten ingezette stralen en een centrale saffier in een ring van grote diamanten. Op elk van de stralen is een rode karbonkel gezet.

- De Hoogste Ster of "Bintang Kanjeng Kyai Suryawasesa", ook wel "Bintang Kasenapaten" genoemd. Ingesteld door Susuhunan Prabhu Sri Paku Buwono V in het midden van de 19e eeuw. Het versiersel is een ster met achttien dicht aaneengesloten en met briljanten versierde stralen. Negen van deze stralen zijn iets korter dan de anderen. Deze op de borst gedragen ster werd in twee klassen toegekend.

Het is ook bij de Maleise en de met hen verwante Javaanse vorsten niet ongebruikelijk dat iedere vorst "zijn" ster of orde sticht die met hem weer verdwijnt. De zesde, zevende, achtste en negende Soesoehoenan bleven de ster van de vijfde Soesoehoenan gebruiken.In Soerakarta is men na 1940 de ster van Prabhu Sri Paku Buwana X blijven gebruiken. Soesoehoenan Pakoeboewono X van Soerakarta droeg beide "hoogste sterren".
- De De Ster van de Compagnie of "Bintang Kompeni".  Ingesteld door Susuhunan Pakubuwono IV van Soerakarta die een verbond met de VOC had gesloten. Deze achtpuntige ster met balletjes aan de punten en korte stralen heeft in het midden een door diamanten omringd medaillon met het symbool van de VOC terwijl op de stralen een grotere ring van edelstenen is aangebracht.

- De Ster van Daendels of "Bintang Daendels". Deze ster werd door Susuhunan Prabhu Sri Pakubuwono IV van Surakarta ingesteld en was genoemd naar de Nederlandse Maarschalk Daendels die Gouverneur-Generaal van Nederlands-Indië was voor Lodewijk Napoleon Koning van Holland. De zilveren achtpuntige ster heeft afgeronde stralen met daarop facetten en in het midden een door ronde diamanten omringd medaillon met een gestileerd monogram terwijl op de stralen een grotere ring van edelstenen is aangebracht. Rond het centrale monogram verwijzen vier ronde edelstenen naar de vier windrichtingen.

- De Ster van Eer of "Bintang Sri Nugraha", ingesteld op 16 september 1904 door Soesoehoenan Prabhu Sri Paku Buwono X. Op 8 april 1900 had de Keizer twee Nederlandse onderdanen de "Pujung Sri Nugraha", het recht om de pajong te voeren, toegekend. Deze pajong, het recht om een grote parasol boven zich te laten dragen was het kenmerkende en jaloers bewaakte privilege van de Javaanse adel. Nederland kon niet accepteren dat een Indisch vorst Nederlanders op deze wijze onderscheidde en zag de verlening van pajongs als een belediging van het Nederlandse koloniale gezag. Ook in Brits-Indië mochten de kolonisatoren geen inlandse orden, geschenken of privileges aannemen. De Orde diende ook als orde van verdienste voor de bevolking van Soerakarta en heeft vijf graden: Eerste Klasse of Bintang Sri Nugraha Pangkat I, Tweede Klasse of "Bintang Sri Nugraha Pangkat II", Derde Klasse of "Bintang Sri Nugraha Pangkat III", Vierde Klase of "Medali Sri Nugraha Pangkat IV in Brons en Vijfde Klasse of Medali Sri Nugraha Pangkat V in Koper.

De Eerste Klasse werd door de susuhunan aan al zijn zeventig wettige kinderen verleend. Men draagt deze ster aan een keten of lint om de hals. De orde bestond in ieder geval al in 1903 en zal rond 1900 zijn ingesteld.
De medailles werden meestal aan de dienaren van de Kraton toegekend. De dragers van de eerste drie graden hadden recht op een pajong.
- De Ster bij Gelegenheid van de 200e stichtingsdag van de Kraton van Surakarta of "Bintang 200 Tahun Kraton Surakarta". Toen de Kraton van Surakarta 200 jaar bestond werd door Soesoehoenan Prabhu Sri Paku Buwana XI een onderscheiding ingesteld om deze feestdag op 7 maart 1940 in herinnering te houden. Deze sterren werden in goud en zilver uitgereikt.

## Medailles
Er zijn ook drie medailles bekend.

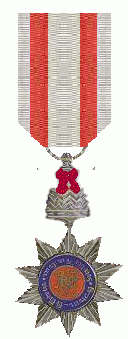
De eremedaille in Zilver aan het voorgeschreven lint

- De Jubileummedaille van Soesoehoenan Prabhu Sri Paku Buwana X bij zijn 25-jarig ambtsjubileum op 3 januari 1929. Deze werd uitgereikt in goud, zilver en brons.

- De Eremedaille ter Gelegenheid van het 40e Regeringsjubileum van Pakoe Boewono X Soesoehoenan van Soerakarta

- De Medaille bij de Meerderjarigheid van Sekar Kedaton of "Medali Gusti Radin Ayu" werd ingesteld door Susuhunan  Prabhu Sri Paku Buwono X toen zijn oudste dochter op 2 oktober 1934. meerderjarig werd. Uitgereikt in goud en zilver. De medaille draagt het portret van de Keizerlijke prinses en de inscriptie "Gusti Radin Ayu Sekar Kedaton Kuswinayah tumbuk yuswo 16 tahun, Selasa Wage tanggal 22 Jumadilakir tahun wawu 1849-1865, 25.3.1919 – 2.10.1934".